# Walter von Reichenau
Walter Karl Ernst August von Reichenau (Karlsruhe, 16 de agosto de 1884-Poltava, 17 de enero de 1942) fue un mariscal de campo en la Wehrmacht de la Alemania nazi durante la Segunda Guerra Mundial. Reichenau comandó el 6.º Ejército, durante las invasiones de Bélgica y Francia. Durante la Operación Barbarroja, la invasión de la Unión Soviética, continuó al mando del 6.º Ejército como parte del Grupo de Ejércitos Sur mientras capturaba Ucrania y avanzaba profundamente en la URSS.
Mientras estaba al mando del 6.º Ejército durante la Operación Barbarroja en 1941, emitió la notoria Orden de la Severidad que animaba a los soldados alemanes a asesinar a civiles judíos en el Frente Oriental. Las tropas de Reichenau cooperaron con los Einsatzgruppen en la comisión de la masacre de más de 33 000 judíos en Babi Yar y ayudaron con otros crímenes contra la humanidad que ocurrieron en áreas bajo su mando durante el Holocausto.

## Biografía

### Infancia y juventud
Hijo del teniente general prusiano Ernst August von Reichenau (1841-1919), Walter von Reichenau nació en 1884 en Karlsruhe. Uno de sus hermanos fue Ernst von Reichenau. Walter se unió al ejército prusiano como cadete de oficial de artillería el 14 de marzo de 1903. Luego asistió a la Academia de Guerra de Prusia y luego se desempeñó como oficial de personal de Max Hoffmann en la Primera Guerra Mundial.
Al comienzo de la guerra, Reichenau era ayudante del 1.er Regimiento de Artillería de Campaña de la Guardia y en este puesto fue ascendido a capitán el 28 de noviembre de 1914 y recibió la Cruz de Hierro de 2.ª y 1.ª clase en el transcurso del año. Al año siguiente fue transferido al Estado Mayor General alemán y en el transcurso de 1915 se desempeñó como Segundo Oficial de Estado Mayor (Ib) de la 47.ª División de Reserva y luego como Primer Oficial de Estado Mayor de la 7.ª División de Caballería.
Los primeros años de Reichenau se describen en términos contradictorios, tanto de mentalidad progresiva como brutales, con un historial de ejecución de soldados que estaban ausentes sin permiso, incluso en tiempos de paz. Muy poco convencional, era un ávido hombre al aire libre, hablaba inglés en casa y, en contraste con sus actividades posteriores en Rusia, insistió en apoyar los eventos de los veteranos judíos de la Primera Guerra Mundial en uniforme militar completo, incluso después de que Hitler llegara al poder. En abril de 1919 se casó con la aristócrata de Silesia Alexandrine Gräfin Maltzan Freiin zu Wartenberg und Penzlin (1895-1984).

### Preguerra
Después de la guerra, se unió al Grenzschutz Ost Freikorps como oficial del Estado Mayor, sirviendo en Silesia y Pomerania. En 1919, Reichenau se unió a la recién establecida Reichswehr de la República de Weimar. El cuerpo de oficiales de las nuevas fuerzas armadas estaba limitado a apenas 4000 oficiales y no había Estado Mayor. Reichenau ocupó un puesto en el Truppenamt, que era el equivalente «clandestino» del Estado Mayor General formado por Hans von Seeckt. Fue ascendido a mayor en 1924, a teniente coronel el 1 de abril de 1929 y a coronel el 1 de febrero de 1932. En 1930, Reichenau fue nombrado jefe de Estado Mayor del Inspector de Señales en el Ministerio de la Reichswehr. Más tarde, su tío, un diplomático, le presentó a Hitler en abril de 1932. Extremadamente ambicioso, vio al Partido Nazi como un medio con el que podía impulsar su carrera, por lo que rompió con la política pro monárquica de la casta militar prusiana y se convirtió en un nazi devoto.

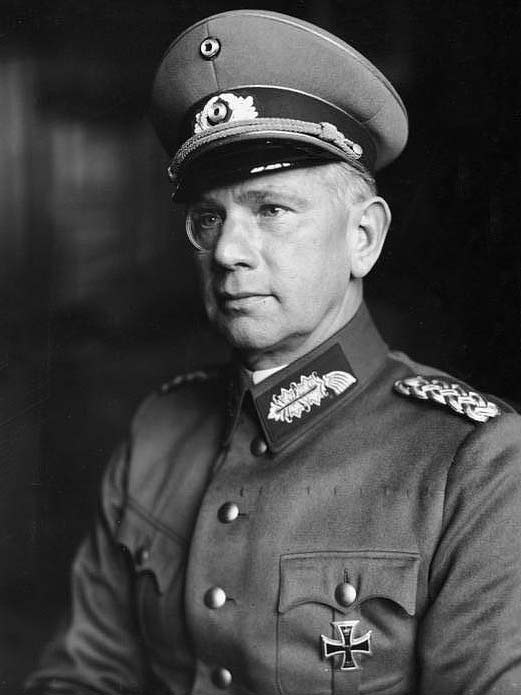
Reichenau in 1933

Como un abierto aliado y defensor de Hitler y el Partido Nazi, Reichenau pronto entró en conflicto con el miembro del gabinete y eventual canciller Kurt von Schleicher, quien usó su autoridad para transferirlo de su puesto de prestigio en Berlín a la sede del distrito militar de Prusia Oriental, un remanso relativo. En Prusia Oriental, Reichenau sirvió bajo el mando del general Werner von Blomberg, compañero de exilio de Schleicher. Reichenau y Blomberg se convirtieron en aliados políticos dentro del ejército y fue Reichenau quien presentó a Blomberg a Hitler. Blomberg, quien tenía reputación de ser manipulado por Reichenau, fue cautivado por Hitler y ambos hombres pronto usaron sus conexiones con el partido nazi para avanzar en sus carreras militares. Cuando Hitler llegó al poder en enero de 1933, Blomberg fue nombrado ministro de Guerra. Uno de sus primeros actos fue promover a Reichenau a la cabeza de la poderosa Oficina Ministerial, actuando como oficial de enlace entre el Ejército y el Partido Nazi. Desempeñó un papel destacado en persuadir a varios líderes nazis como Göring y Himmler de que el poder de Ernst Röhm y las SA debía ser destruido si es que querían que el ejército apoyara al gobierno nazi. Esto condujo directamente a la Noche de los cuchillos largos del 30 de junio de 1934.
En agosto de 1935, Reichenau fue ascendido a teniente general (Generalleutnant) y también fue designado para comandar las fuerzas militares en Múnich. Reichenau era uno de los generales favoritos de Hitler y su primera elección para comandante en jefe del Heer en 1934.
Reflejando la preferencia de Reichenau por asignaciones de asuntos políticos, Blomberg envió a Reichenau a China en mayo de 1934 para apoyar la misión militar del general Alexander von Falkenhausen. El ministro de Relaciones Exteriores, Konstantin von Neurath y Herbert von Dirksen el embajador alemán en Japón, plantearon objeciones al envío de Reichenau, temían que la asignación de un oficial de su posición pudiera poner en peligro la relación de Alemania con Japón.
En 1938, después del escándalo Blomberg-Fritsch, en el que Fritsch fue expulsado del mando del ejército, Reichenau volvió a ser la primera opción de Hitler para dirigir el Heer, pero líderes más antiguos como Gerd von Rundstedt y Ludwig Beck se negaron a servir bajo las órdenes de Reichenau y Hitler se vio obligado a ceder.

### Segunda Guerra Mundial

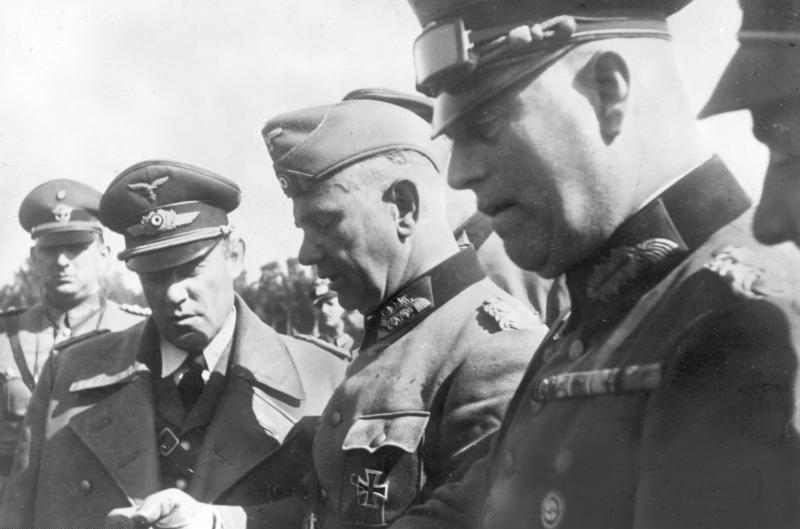
De izquierda a derecha: Kurt Daluege, Karl Bodenschatz, Reichenau y Wilhelm Keitel en una sesión informativa sobre mapas durante la invasión de Polonia en septiembre de 1939.

En septiembre de 1939, Reichenau asumió el mando del 10.º Ejército durante la invasión alemana de Polonia y fue el primer alemán en cruzar el río Vístula, que cruzó a nado. Después de la campaña, recibió la Cruz de Caballero de la Cruz de Hierro por su papel durante los combates. Durante los últimos dos años antes del estallido de la Segunda Guerra Mundial, la mayoría del Estado Mayor alemán estaba tan alarmado por la precipitación de Hitler hacia una guerra general y tan convencido de las insuperables desventajas estratégicas de Alemania que planearon derrocar a Hitler. Cuando Reichenau se enteró de los planes de Hitler para invadir los Países Bajos nada más terminar la campaña de Polonia, opinó que eso era una «absoluta locura» (völlig wahnsinnig) y en noviembre de 1939 se reunió con varios líderes de la resistencia alemana ligada al ejército, no solo revelando los planes de la invasión, sino llegando incluso a sugerir medios por los cuales los holandeses podrían frustrar a los invasores. A pesar de los esfuerzos de Reichenau y otros en la Resistencia alemana y por varias razones, los aliados no hicieron caso de las advertencias; Reichenau dio un paso atrás en su oposición a Hitler. En 1940 lideró el 6.º Ejército durante la invasión de Bélgica y Francia. El 19 de julio de 1940, Hitler lo ascendió a mariscal de campo durante la Ceremonia del mariscal de campo de 1940. Acompañado de su oficial adjunto, el general Friedrich Paulus, Reichenau aceptó la rendición de Bélgica de las manos de su rey, Leopoldo III.
Durante la invasión alemana de la Unión Soviética, como comandante del 6.º Ejército, condujo a su ejército al corazón de la Unión Soviética, durante el verano de 1941. El 6.º Ejército formaba parte del Grupo de Ejércitos Sur y capturó las ciudades de Kiev, Bélgorod, Járkov y Kursk. Durante su ofensiva en la Unión Soviética, el ejército alemán se enfrentó a una serie de diseños de tanques superiores. Reichenau inspeccionó los tanques soviéticos que encontró, se subió a cada tanque y midió su placa de blindaje. Según el oficial de Estado Mayor Paul Jordan, después de examinar un T-34, Reichenau dijo a sus oficiales: «Si los rusos alguna vez lo producen en una línea de montaje, habremos perdido la guerra». Durante la campaña en el sur de la Unión Soviética, involucró directamente a los soldados bajo su mando en la colaboración con las tropas de la SD y SS en la ejecución de judíos, como la Matanza del Barranco de Babi Yar, en Kiev, donde murieron 30 000 judíos ucranianos.
El 30 de noviembre de 1941, Hitler relevó al mariscal de campo von Rundstedt del mando del Grupo de Ejércitos Sur y promovió a Reichenau para que ocupara su lugar. Por recomendación personal de Hitler, Friedrich Paulus, un protegido de Reichenau y antiguo miembro de su personal de mando, fue ascendido para asumir el mando del 6.º Ejército.

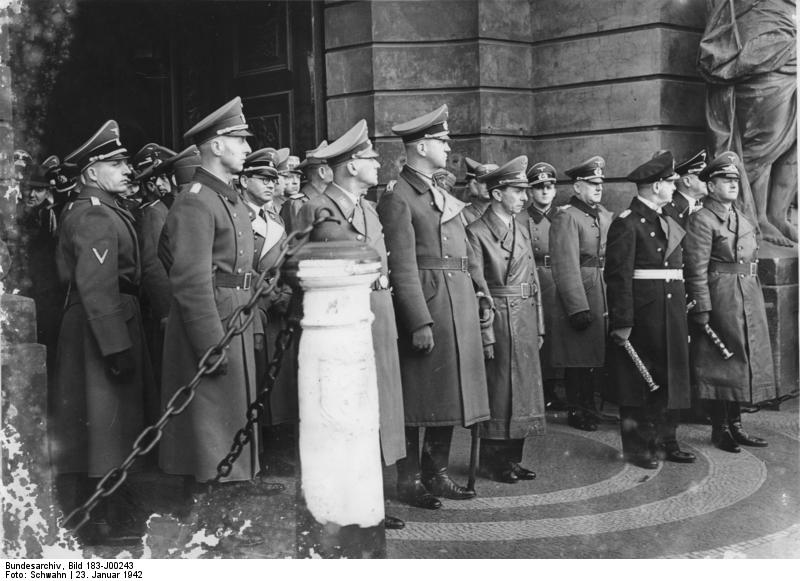
Funeral del mariscal de campo Walther von Reichenau en Berlín el 23 de enero de 1942

### Muerte
El 12 de enero de 1942 ―con 57 años―, después de salir a correr por el bosque nevado de Poltava (Ucrania), a −20 °C, sufrió una hemorragia cerebral que le produjo un coma. Dos días después, por insistencia de Hitler, fue puesto en un avión que lo transportó a Leópolis (Ucrania). Luego sufrió graves lesiones en la cabeza cuando el vuelo que lo transportaba de regreso a Leipzig para recibir atención médica se estrelló al aterrizar en Leópolis. Sin embargo, el historiador alemán Walter Görlitz escribió que el avión se limitó a hacer un aterrizaje de emergencia en un campo en la Unión Soviética, y que Reichenau en realidad murió de un paro cardíaco. A día de hoy, es imposible determinar si murió a causa del derrame cerebral o de las lesiones sufridas en el accidente.
Fue reemplazado al mando del Grupo de Ejércitos Sur por Fedor von Bock, y recibió un funeral de Estado.

## Crímenes de guerra

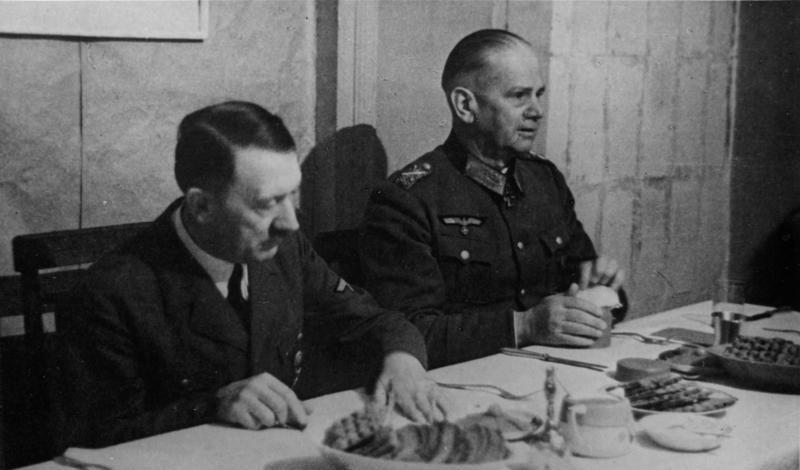
Hitler y Reichenau en septiembre de 1941

El tío de Reichenau era un ardiente partidario de los nazis y le presentó a Adolf Hitler en abril de 1932. Reichenau se unió al Partido Nazi, lo cual era una clara violación de las normas del ejército establecidas por Seeckt para aislar al ejército de la política nacional. Reichenau era un antisemita convencido de que equiparaba el judaísmo con el bolchevismo y percibía a ambos como una amenaza asiática para Europa. Puesto que murió en 1942, nunca fue condenado por crímenes de guerra, pero formó parte del Estado Mayor General alemán y el Alto Mando de las Fuerzas Armadas acusados colectivamente en los juicios de Núremberg. En la acusación se citó específicamente su «Orden Reichenau», comúnmente conocida como la Orden de la Severidad de octubre de 1941, que apoyaba las políticas genocidas nazis: La única objeción que planteó Reichnenau a las actividades de los Einsatzgruppen en su sector fue cuando estaban matando a tantos judíos, tan rápidamente, que comenzaron a crear escasez de municiones en su sector de operaciones, tema que abordó recomendando que las SS y SD se limitaran a dos balas por judío.
Reichenau estaba a cargo del área de operaciones en la que las SS, Einsatzgruppen y auxiliares ucranianos cometieron la masacre de más de 33 000 judíos en Babi Yar. Más tarde ese mismo año, en agosto, Reichenau también estuvo directamente implicado en el asesinato de noventa niños judíos en la masacre de Bila Tserkva de 1941, después de que Helmuth Groscurth le solicitara que hiciera todo lo posible para evitar los asesinatos.